# Totalement givré !
Totalement givré ! est le treizième tome de la série Journal d'un dégonflé. Il a été écrit et illustré par Jeff Kinney. Le livre original est sorti le 30 octobre 2018, et sa version française est publiée le 8 novembre 2018.

## Janvier
Greg est bien le seul à ne pas profiter du temps exceptionnellement chaud de l'hiver. Il explique que les humains sont partiellement fautifs du réchauffement climatique. Greg a un projet géographique à rendre et il doit représenter Malte, mais il s'y prend si mal qu'il ne s'en sort que par un conflit causé entre deux pays. Il doit recommencer son projet, malgré cela. De plus, Susan a décidé de confisquer les écrans pendant chaque week-end.

## Février
La patrouille à laquelle Greg appartenait est devenue très stricte, il n y a plus que des filles, désormais. Greg cherche toujours un moyen simple de se réchauffer et comme il fait exceptionnellement très froid, l'école se finit plus tôt et Greg et Robert tentent de rentrer dans un autobus réservé aux enfants de la rue d'en bas, mais quelqu'un les dénonce et la conductrice les éjecte. Dans les bois, Robert et Greg ont peur des Mingos, une tribu d'enfants sauvages qui vivent là-bas et ne doivent leur salut qu'à la présence inopinée de Frank.
Le jour suivant Greg se retrouve seul à la maison. Rodrick dort, Manu est à la garderie et les parents sont absents. Susan confie à Greg une liste de tâches domestiques à accomplir, mais il est incapable de toutes les finir et fait appel à une tribu de girlscout pour l'aider. Susan insiste ensuite pour que Greg joue à l'ancienne avec Robert. En construisant un igloo avec Robert, Greg et lui se retrouvent pris dans une gigantesque bataille dans laquelle les enfants de la rue d'en bas, ceux de la rue d'en haut, les Mingos et les filles de la patrouille sont impliqués. Lorsque celle-ci s'arrête, Greg admet qu'il ne sait plus comment tout cela a commencé.

## Anecdotes
- Le livre est de couleur violette.
- Les filles de la patrouille jouent le rôle du méchant dans ce roman. C'est la première fois que seules des filles sont impliquées dans ce rôle.